# Equipe iraniana na Copa Davis
A equipe iraniana na Copa Davis representa o Irã na Copa Davis, principal competição de tênis masculina por equipes do mundo. É administrada pela Tennis Federation of Iran.